# Nummer Eén
Nummer Eén est un hameau appartenant à la commune néerlandaise de L'Écluse, situé dans la province de la Zélande.
Nummer Eén est situé entre Breskens et Hoofdplaat, dans le Hoofdplaatpolder. Son nom bizarre (Numéro Un) vient du fait que c'était la première parcelle de ce polder à être mise en culture.